# Премія Сечені
Премія Сечені (угор. Széchenyi-díj) державна нагорода Угорщини, для визнання наукової спільноти та досліджень. До 1990 року Державна премія. Названа на честь угорського державного діяча Іштвана Сечені.

## Опис премії
З 2000 року премія Сечені представлена у вигляді бронзової скульптури, висотою 89 мм. Окрім скульптури, переможець отримує значок з зображенням портрета Іштвана Сечені. Супровідний грошовий приз не оподатковується.
Класи премії:
- Премія
- Гран-прі

Розмір винагороди визначається, на основі даних Центрального статистичного управління. Як пятикратна сума середнього чистого прибутку у вигляді заробітної плати, за попередній рік. У 2006 році становила 6,2 млн. угорських форинтів. Сума гран-прі, вдвічі перевищує суму грошової винагороди премії.

## Церемонія
Премія Сечені в основному присуджується особам, але може присуджуватись групі осіб, а також посмертно. Вручення відбувається 15 березня на національне свято Угорщини, в будівлі парламенту в Будапешті. Премія вручається президентом Угорщини.